# Chrysotoxum hirayamae
Chrysotoxum hirayamae är en tvåvingeart som beskrevs av Matsumura 1918. Chrysotoxum hirayamae ingår i släktet getingblomflugor, och familjen blomflugor. Inga underarter finns listade i Catalogue of Life.